# 스리칼라하스티

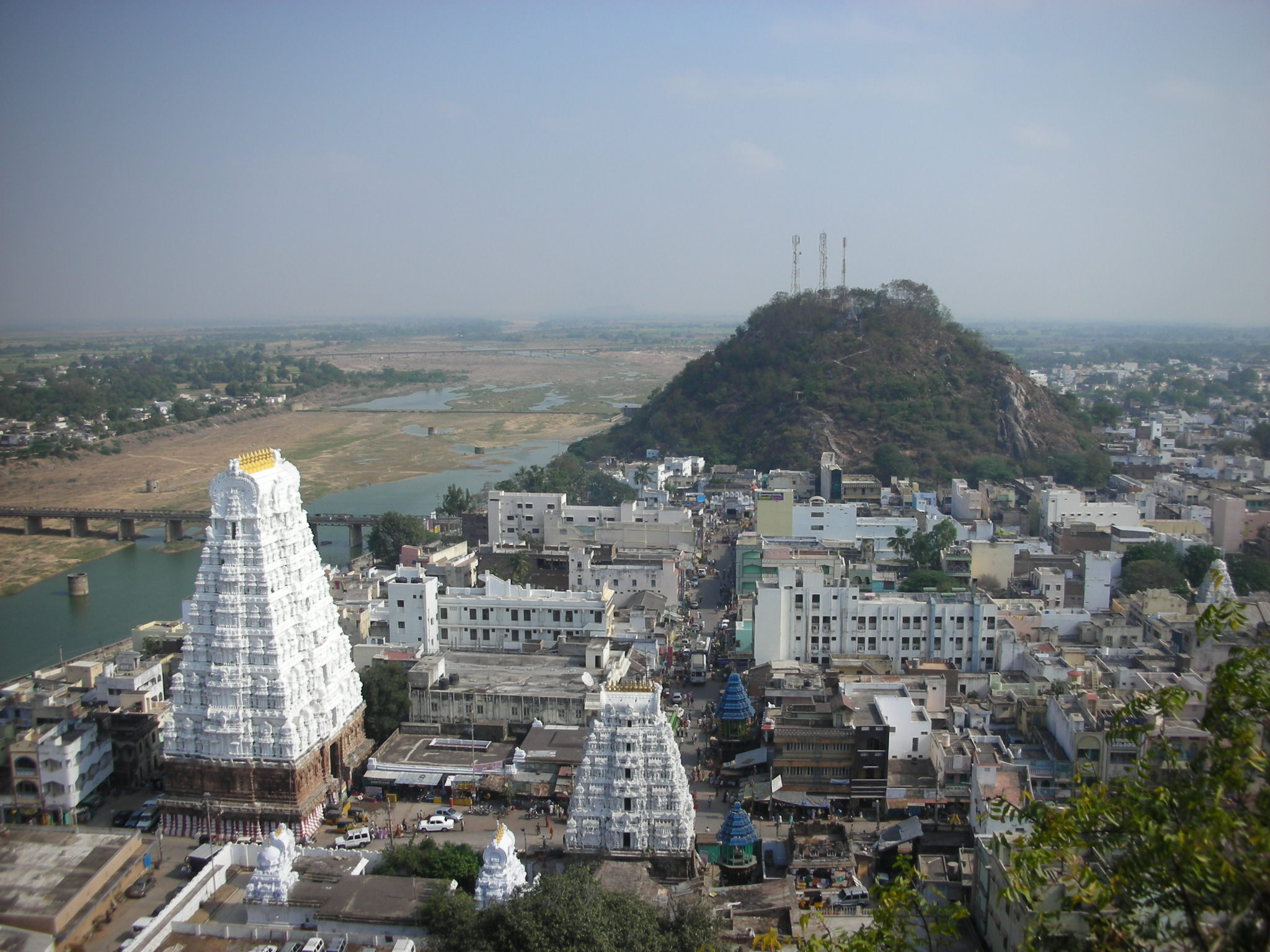
스리칼라하스티

스리칼라하스티(Srikalahasti)는 인도의 안드라 프라데시주의 도시이다.
촐라 제국 제7·8대 황제 웃타마(ஆதித்த)의 출생지이기도 한 이 도시는 원래 지명(도시명)이 칼라하스티(Kalahasti)라는 이름이었으나 무굴 제국 시대 중기 아우랑제브(اورنگ‌زیب) 황제 시절이던 1681년 스리칼라하스티(Srikalahasti)로 지명(도시명)이 전격 개칭되었다.
지난날의 이 도시는 역사적으로 비자얄라야(விசயாலய) 촐라 제국 초대 황제가 870년 아들 아디티야 1세(ஆதித்த ௧) 황제에게 선위한 후 퇴위를 선언하고 나서 동시에 상황궁(上皇宮)으로 낙향을 선언하여 871년 서거할때까지 거주하던 도시이기도 하다.